# Heiliger Stuhl

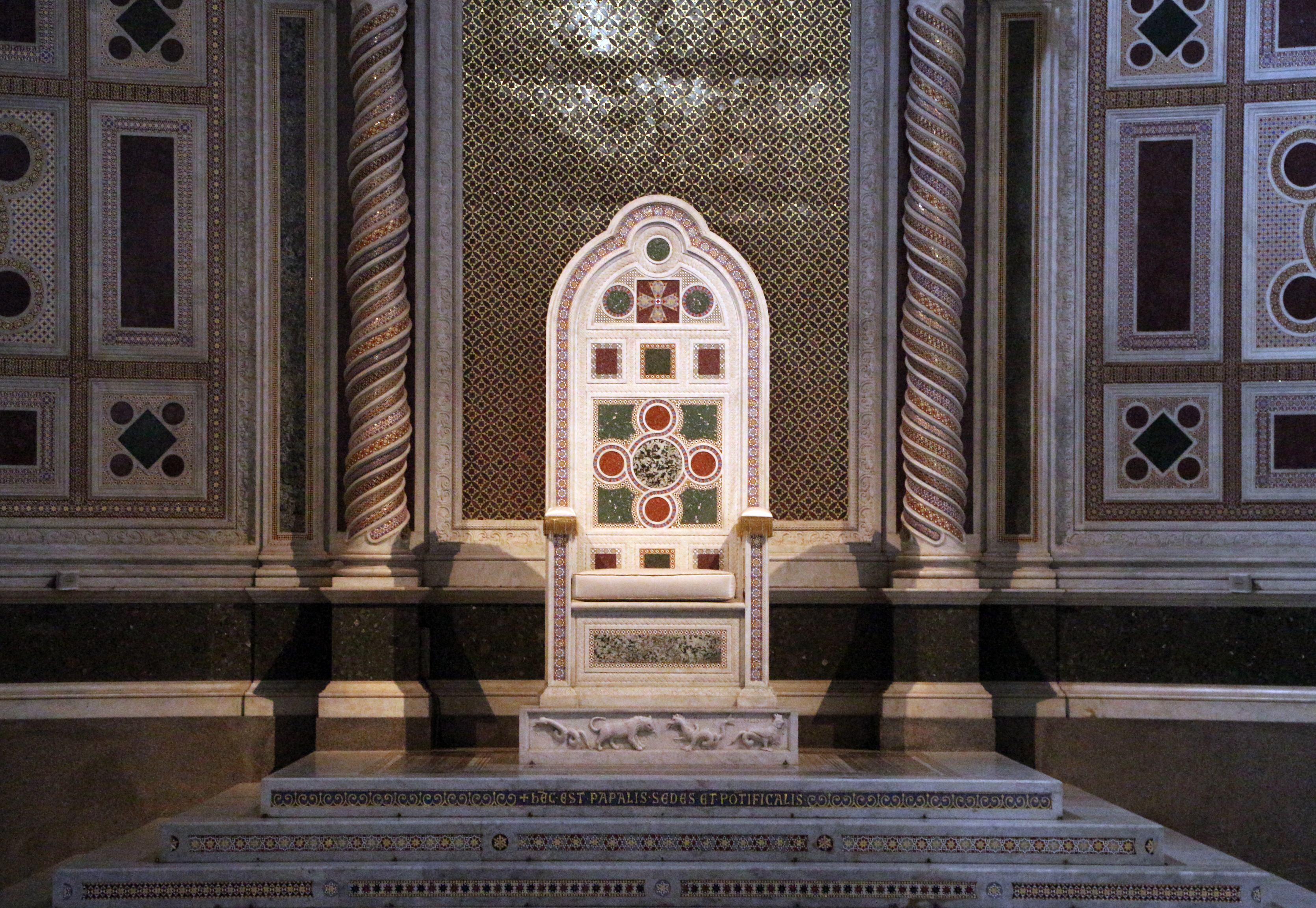
Der namensgebende Heilige Stuhl (Kathedra des Papstes in der Lateranbasilika)

Der Heilige Stuhl (lateinisch Sancta Sedes ‚Heiliger Sitz‘), auch Apostolischer Stuhl (lateinisch Apostolica Sedes), Päpstlicher Stuhl oder Stuhl Petri, ist der Bischöfliche Stuhl (Bischofssitz) des Bistums Rom. Als Amt und nichtstaatliche souveräne Macht bildet er ein eigenes Völkerrechtssubjekt und vertritt in internationalen Beziehungen den Staat Vatikanstadt und die römisch-katholische Kirche. Neben dem Papst als personale Repräsentation gehören zum Heiligen Stuhl auch die Verwaltungseinrichtungen der Römischen Kurie.
Die Verflechtungen zwischen Heiligem Stuhl, Vatikanstadt, Papsttum und römisch-katholischer Kirche sind weitreichend und nicht immer genau auseinanderzuhalten.
Die Bezeichnung Stuhl leitet sich von der Kathedra des Bischofs ab, einem seit der Antike überlieferten Symbol der Vollmacht eines öffentlichen Amtsträgers. Der Bischofssitz in Rom wird auf die legendenhafte Gründung einer ersten christlichen Gemeinde durch den Apostel Petrus zurückgeführt, weshalb diesem im gesamten Christentum eine besondere Stellung zukommt (siehe Papstprimat, Pentarchie). In der Alten Kirche wurde die Bezeichnung heiliger Stuhl synonym zu bischöflicher Stuhl für jeden Bischofssitz verwendet, erst später hat sie sich auf den besonders bedeutsamen römischen Bischofsstuhl fokussiert und wird seit dem 19. Jahrhundert nahezu ausschließlich auf diesen bezogen.

## Geschichte
Die Bezeichnung „Apostolisch“ deutet auf die Verbindung zu den von Jesus eingesetzten, in seiner Nachfolge stehenden Aposteln. Der Ursprung geht zurück auf das Neue Testament: „Du bist Petrus, und auf diesen Felsen werde ich meine Kirche bauen“ (Evangelium nach Matthäus, 16,18 ). Als apostolischer Stuhl wurden zunächst alle Bischofssitze, die in der direkten apostolischen Nachfolge standen, verstanden. Unter ihnen hatten Alexandrien, Antiochien, Jerusalem und Rom als Patriarchalsitze einen Vorrang. Neben Rom trägt lediglich das Bistum Mainz noch die Bezeichnung Heiliger Stuhl.
Diese Sichtweise wurde später für den römischen Bischofssitz verwendet. Dies hatte zur Folge, dass der Apostolische Stuhl immer mehr mit der Nachfolge Petri und dessen Nachfolgern als Bischöfe von Rom (Sedes Apostolica Romana) verbunden wurde. Im 7. Jahrhundert konzentrierte sich der Begriff ecclesia universalis (universale Kirche) mehr und mehr auf die ecclesia romana (römische Kirche) und begrenzte sich damit auf die abendländische Ausprägung. Seit Papst Damasus I. (366–384) entwickelte sich die Überzeugung, dass nur der Bischof von Rom den Anspruch erheben dürfe, auf dem Heiligen Stuhl von Rom zu sitzen. Mit Papst Siricius (384–399) verfestigte sich die alleinige Titulierung Papst auf die Bezeichnung des Bischofs von Rom. Daraus entstand mit Papst Leo I. dem Großen (440–461) in der Nachfolge der Titel Vicarius Christi, der den Heiligen Stuhl in Rom gleichwertig neben das römische Kaisertum setzte.
Das Bistum Rom erstreckt sich über die Grenzen der Vatikanstadt hinaus auf italienisches Staatsgebiet. Der Papst ist der Diözesanbischof.

## Der Heilige Stuhl im Völkerrecht
Der Heilige Stuhl wird nach verbreiteter Völkerrechtsdoktrin als souveränes (originäres) nichtstaatliches Völkerrechtssubjekt angesehen. Das heißt, dass er aus eigener Kraft völkerrechtliche Verträge abschließen kann und seine dafür notwendige Rechtspersönlichkeit nicht von einem anderen Völkerrechtssubjekt abgeleitet ist. Damit ist er neben dem Malteserorden und dem Roten Kreuz das einzige souveräne Völkerrechtssubjekt, das kein Staat (mehr) ist. Historisch führt er seinen Status auf den Kirchenstaat zurück: Nach dessen Untergang 1870 wurde die Völkerrechtssubjektivität als Rechtsfiktion beibehalten, um dem Papst weiterhin diplomatische Beziehungen zu ermöglichen. Obwohl 1929 in den Lateranverträgen der Vatikan als „neuer“ Kirchenstaat anerkannt wurde, blieb der Status des Heiligen Stuhls davon unberührt, sodass der Papst seither zwei rechtlich getrennte Völkerrechtssubjekte in Personalunion vertritt. Daneben ist der Heilige Stuhl zudem auch nicht generell identisch mit der römisch-katholischen Kirche, die in jedem Land ein eigenes Rechtssubjekt darstellt.

## Internationale Beziehungen

Diplomatische Beziehungen des Heiligen Stuhls
diplomatische Beziehungen
andere Beziehungen (zurzeit Palästina und Vietnam)
keine offiziellen Beziehungen

Der Heilige Stuhl besitzt den ältesten diplomatischen Dienst der Welt und unterhält – anders als der Vatikan, der sich zumeist von ihm vertreten lässt – diplomatische Beziehungen zu zahlreichen Staaten. Zudem ist er Mitglied oder Beobachter in verschiedenen internationalen Organisationen. In vielen (meist katholischen) Ländern ist der päpstliche Nuntius traditionell der Doyen des Diplomatischen Corps und steht protokollarisch an der ersten Stelle der akkreditierten Botschafter.
Der Heilige Stuhl unterhält diplomatische Beziehungen zu 183 Staaten einschließlich der Europäischen Union und des Souveränen Malteserordens (Stand: 2020). Ausländische Diplomaten, die beim Heiligen Stuhl akkreditiert werden sollen und augenscheinlich nicht nach der katholischen Sexualethik leben, können zurückgewiesen werden, so etwa geschiedene oder in gleichgeschlechtlicher Partnerschaft lebende Personen. Ein Botschafter beim Heiligen Stuhl soll nicht gleichzeitig in der Italienischen Republik akkreditiert sein, oftmals residieren jedoch beide in den gleichen Büroräumen.
Bei den Vereinten Nationen etwa ist der Heilige Stuhl als permanenter Beobachter zugelassen. Mit der Reform der Vereinten Nationen von 2004 haben die Mitgliedstaaten dem Heiligen Stuhl in der UN-Vollversammlung mehr Rechte zugestanden. Er darf bei der Jahresvollversammlung in die Debatte eingreifen, ohne die Erlaubnis anderer Staaten abwarten zu müssen, und hat auch das Recht zu antworten, soweit es um den Heiligen Stuhl geht.
Am 16. Januar 1982 haben der Heilige Stuhl und das Vereinigte Königreich nach 447 Jahren wieder die vollen diplomatischen Beziehungen aufgenommen. König Heinrich VIII. hatte sich 1535 von der katholischen Kirche losgesagt und die anglikanische Kirche begründet. Am 2. August 1982 wurden die diplomatischen Beziehungen zu Dänemark und den beiden skandinavischen Staaten Norwegen und Schweden nach 400 Jahren wieder aufgenommen. Am 9. Dezember 2009 wurden volle diplomatische Beziehungen mit Russland aufgenommen. Im März 2023 brach Nicaragua die diplomatischen Beziehungen mit dem Heiligen Stuhl ab, nachdem sich Papst Franziskus negativ über die Ortega-Regierung geäußert hatte. Zuvor hatte die Regierung in Nicaragua bereits mit der Verfolgung von Kirchenleuten Schlagzeilen verursacht.
Verschiedenen internationalen Konventionen ist der Heilige Stuhl nicht beigetreten, unter anderem der Europäischen Menschenrechtskonvention von 1950, dem Internationalen Pakt über bürgerliche und politische Rechte (UN-Zivil-Pakt) von 1966 und der Istanbul-Konvention von 2011 zur Verhütung und Bekämpfung von Gewalt gegen Frauen.

## Medien
Vom Heiligen Stuhl wird die Tageszeitung L’Osservatore Romano herausgegeben. Zudem wurde die international agierende Rundfunkstation Radio Vatikan vom Heiligen Stuhl betrieben. Die italienische Namensform La Santa Sede wird von vatican.va, der Website des Heiligen Stuhls, bevorzugt.

## Symbole

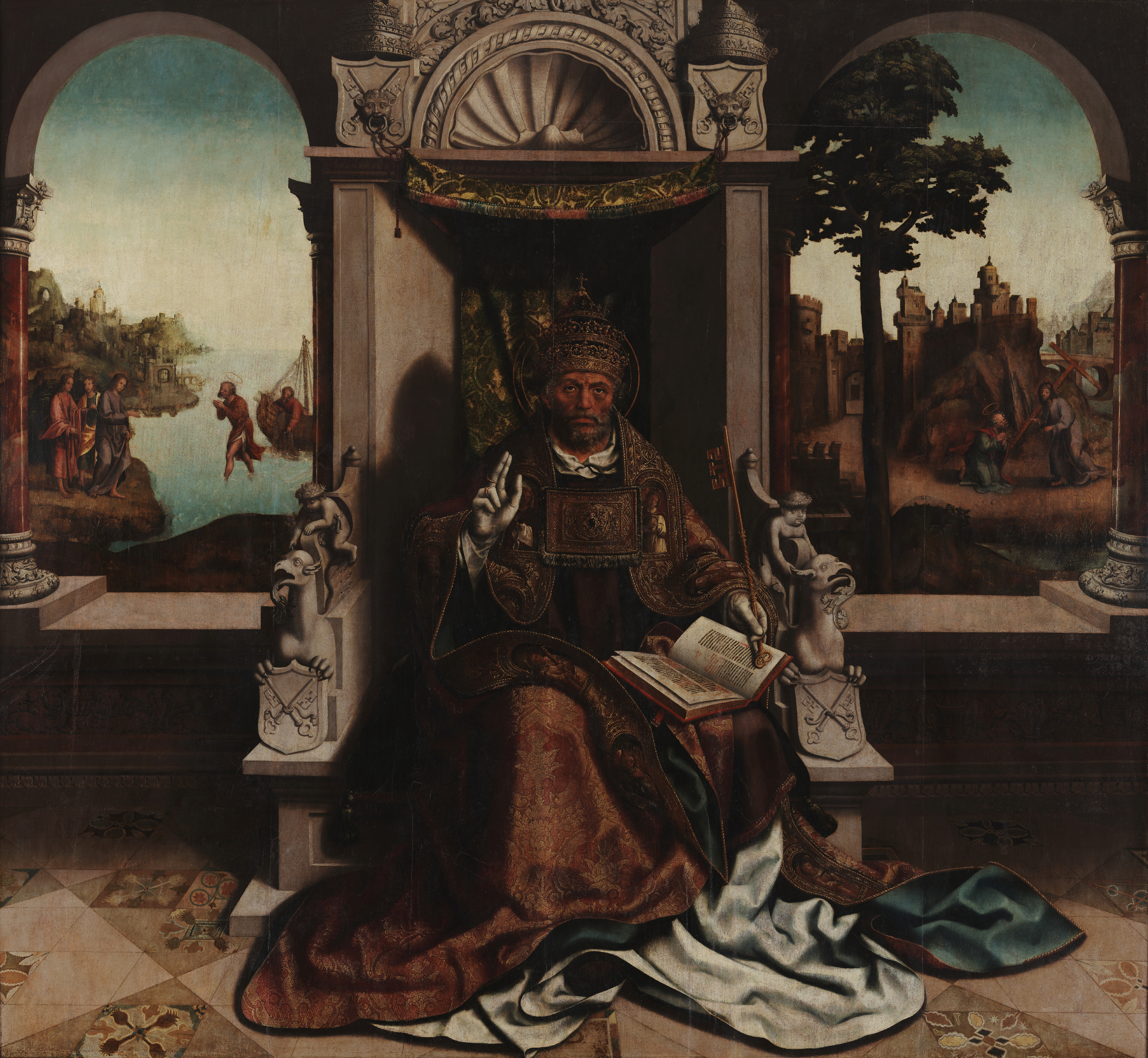
Simon Petrus, gemalt von Grão Vasco, 1506

Die Hoheitszeichen des Heiligen Stuhles sind die Schlüssel Petri und die Tiara.
Bild rechts: Allegorie des Papsttums – Petrus als Papst auf dem Heiligen Stuhl sitzend, den Schlüssel und die Bibel (als ikonografische Attribute) in der Hand, die Tiara als Insigne eines Papstes, die andere Hand zum dreifingrigen Segensgestus erhoben (als Stellvertreter Christi).